# Amansie ouest
Le district d’Amansie ouest est l’un des 21 district de la Région d'Ashanti.